# Gesundheitswesen in Thüringen
Das Gesundheitswesen in Thüringen umfasst die gesamte Gesundheitsversorgung im Bundesland Thüringen.

## Krankenhäuser
In Thüringen gibt es 42 Krankenhäuser mit ca. 16.000 Krankenhausbetten. Dies entspricht ca. 700 Betten pro 100.000 Einwohner. 42 % der Betten befinden sich dabei in öffentlich-rechtlicher, 22 % in frei-gemeinnütziger und 36 % in privatrechtlicher Trägerschaft. Es werden ca. 558.000 Fälle pro Jahr behandelt. In den Krankenhäusern sind ungefähr 28.000 Beschäftigte angestellt. 

### Einteilung nach Versorgungsauftrag
Nach dem vom 1. Januar 2017 bis 2022 gültigen 7. Thüringer Krankenhausplan sind die Krankenhäuser je nach ihrem Versorgungsauftrag in drei Ebenen aufgeteilt:
- Regionale Versorgung (Grundversorgung) – wohnortnahe Versorgung bei Innere Medizin, Geburtshilfe/Gynäkologie, Chirurgie, Intensivmedizin und gegebenenfalls Pädiatrie.
- Regional intermediäre Versorgung – neben der Grundversorgung mindestens ein Fachgebiet als Hauptabteilung (Klinik) bei der regionalen Versorgung der Fachgebiete HNO, Urologie, Neurologie, Unfallchirurgie, Geriatrie und Orthopädie.
- Überregionale Versorgung – neben der Grundversorgung und regional intermediärer Versorgung mindestens ein Fachgebiet als Hauptabteilung (Klinik) bei der überregionalen Versorgung der Fachgebiete Dermatologie, Augenheilkunde, Mund-, Kiefer- und Gesichtschirurgie, Strahlentherapie, Nuklearmedizin, Neurochirurgie, Herzchirurgie und Kinderchirurgie.

In Thüringen gibt es acht Krankenhäuser mit überregionalem Versorgungsauftrag: das Klinikum Erfurt und das Universitätsklinikum Jena (beide gleichzusetzen als Krankenhäuser der Maximalversorgung) sowie die Kliniken Südharz Klinikum Nordhausen, SRH Wald-Klinikum Gera, Zentralklinik Bad Berka, Thüringen-Kliniken „Georgius Agricola“, SRH Zentralklinikum Suhl und Helios Klinikum Meiningen (alle Krankenhäuser der Schwerpunktversorgung).
Hinzu kommen 13 Krankenhäuser mit regional intermediären Versorgungsauftrag und sechs Krankenhäuser mit regionalem Versorgungsauftrag.
Das 1912 als preußische Landesheil- und Pflegeanstalt Pfafferode gegründete heutige Ökumenische Hainich-Klinikum Mühlhausen ist die größte Nervenklinik in Thüringen.

### Zentren
Als wichtige Tumorzentren sind im Krankenhausplan fünf Kliniken aufgeführt, die im Krebsregister auch die Fälle der anderen tumorbehandelnden Krankenhäuser Thüringens aufnehmen:
- Südharz-Krankenhaus Nordhausen
- Helios Klinikum Erfurt
- SRH Wald-Klinikum Gera
- Universitätsklinikum Jena
- SRH Zentralklinikum Suhl

Das Universitätsklinikum Jena wird weiterhin als Transplantationszentrum und das Klinikum Erfurt als Zentrum für Schwerbrandverletzte für Kinder geführt.

## Rehabilitationskliniken
In Thüringen gibt es 36 Rehabilitationseinrichtungen mit ca. 6000 Betten. In der Rehabilitation werden ca. 3000 Beschäftigte angestellt. Standorte sind dabei Bad Berka, Bad Blankenburg, Bad Colberg, Bad Frankenhausen, Bad Klosterlausnitz, Bad Langensalza, Bad Liebenstein, Bad Lobenstein, Bad Salzungen, Bad Sulza, Bad Tennstedt, Eisenach, Erfurt, Heilbad Heiligenstadt, Jena, Lichte, Masserberg, Mühlhausen, Neuhaus-Schierschnitz, Remptendorf, Römhild, Saalfeld, Stadtlengsfeld, Steinfeld, Tabarz, Uhlstädt und Weimar.

## Ambulante Versorgung
In Thüringen gibt es 542 Apotheken. Auf zirka 4300 Einwohner kommt eine Apotheke. Dies liegt etwas unter dem Bundesdurchschnitt. Es gibt ca. 7600 Ärzte in Thüringen. Jeder Arzt hat damit ungefähr 300 Patienten zu betreuen, dies liegt über dem Bundesdurchschnitt.
In Thüringen gibt es 75 medizinische Versorgungszentren (MVZ). Zwölf befinden sich dabei in der Trägerschaft von niedergelassenen Vertragsärzten. Zwei Drittel der MVZ wurden von Kliniken gegründet und sind in kommunaler, privater oder kirchlicher Trägerschaft.

## Ausbildung
Die Ausbildung in den medizinischen Berufen findet zum größten Teil im Universitätsklinikum Jena, der Ernst-Abbe-Fachhochschule Jena, der SRH Hochschule für Gesundheit Gera sowie an den Berufsbildenden Schulen statt.